# Mutumunafälle
Die Mutumunafälle sind der erste Wasserfall der Chishimba-Fälle des Luombe in Sambia in der Nordprovinz etwa 30 Kilometer westlich der Stadt Kasama auf 1318 Metern Höhe. Ihre Fallhöhe beträgt 20 Meter.